# New Heritage Party
New Heritage Party (ehemals Heritage Party; NHP) ist eine politische Partei in Sambia.

## Wahlergebnisse
Bei den Wahlen in Sambia 2001 gewann die Partei 7,4 Prozent der Stimmen und 4 der 150 Mandate in der Nationalversammlung. Ihr Kandidat für die Präsidentschaft, Godfrey Miyanda, ein ehemaliger Vizepräsident (1993–97) und Brigadegeneral in der Zeit von Kenneth Kaunda, konnte 8,09 Prozent der Stimmen gewinnen. Bei den Wahlen in Sambia 2006 verfehlte sie den Einzug ins Parlament und ihr Präsidentschaftskandidat, Godfrey Miyanda, konnte nur 1,57 Prozent der Stimmen auf sich vereinen.

## Politische Positionen
Die Heritage Party ist stark christlich-religiös gebunden. Sie wurzelt in der UNIP. In ihren Zielen und Werten ist sie stark von der Unabhängigkeitsbewegung geprägt und somit vergangenheitsorientiert. Es ist kaum zu erwarten, dass sie in den Wahlen 2011 erneut antreten wird, denn das politische Kräftefeld in Sambia hat sich völlig neu organisiert.